# Colletes rohweri
Colletes rohweri is een vliesvleugelig insect uit de familie Colletidae. De wetenschappelijke naam van de soort is voor het eerst geldig gepubliceerd in 1919 door Theodore Dru Alison Cockerell.
De soort is genoemd naar Frank W. Rohwer, die ze in 1915 in Zaruma (Ecuador) verzamelde.